# Municipio de Montgomery (condado de Wood)
El municipio de Montgomery (en inglés: Montgomery Township) es un municipio ubicado en el condado de Wood en el estado estadounidense de Ohio. En el año 2010 tenía una población de 4230 habitantes y una densidad poblacional de 44,88 personas por km².

## Geografía
El municipio de Montgomery se encuentra ubicado en las coordenadas 41°17′56″N 83°28′37″O / 41.29889, -83.47694. Según la Oficina del Censo de los Estados Unidos, el municipio tiene una superficie total de 94.26 km², de la cual 94.25 km² corresponden a tierra firme y (0.01%) 0.01 km² es agua.

## Demografía
Según el censo de 2010, había 4230 personas residiendo en el municipio de Montgomery. La densidad de población era de 44,88 hab./km². De los 4230 habitantes, el municipio de Montgomery estaba compuesto por el 96.55% blancos, el 0.24% eran afroamericanos, el 0.24% eran amerindios, el 0.31% eran asiáticos, el 0.05% eran isleños del Pacífico, el 0.85% eran de otras razas y el 1.77% pertenecían a dos o más razas. Del total de la población el 3.92% eran hispanos o latinos de cualquier raza.